# Swierdłowskij (obwód kurski)
Swierdłowskij (ros. Свердловский) – osiedle typu wiejskiego w zachodniej Rosji, w sielsowiecie kommunarowskim rejonu biełowskiego w obwodzie kurskim.

## Historia
Wieś została założona przed zniesieniem pańszczyzny w 1861 roku i pierwotnie nosiła nazwę Olgin chutor (od nazwiska właściciela ziemskiego). Właściciel zajmował się wyrębem, a chutor był wtedy małym tartakiem z pastwiskiem i stajnią.
Z początkiem XX wieku rośnie populacja osiedla. Powstaje usszarnia do zboża i silosy do jego przechowywania. Po rewolucji paździenikowej powstaje: sowchoz (Swierdłowka), szkoła, plac zabaw dla dzieci, kantyna, hotel robotniczy, klub z biblioteką i małym kinem. W ramach walki z pozostałościami przeszłości nadano osiedlu jego współczesną nazwę (na cześć bolszewickiego przywódcy Jakowa Swierdłowa).
Po rozpadzie ZSRR wieś mocno podupadła. M.in. zlikwidowano gospodarstwo rolne i zamknięto szkołę podstawową.

## Geografia
Miejscowość położona jest 3,5 km od centrum administracyjnego sielsowietu kommunarowskiego (Kommunar), 11 km od centrum administracyjnego rejonu (Biełaja), 75 km od Kurska.
W granicach miejscowości znajduje się 26 posesji.

## Demografia
W 2010 r. miejscowość zamieszkiwały 94 osoby.